# Mielofibrose idiopática
A Mielofibrose Idiopática (MFI) crônica (outras designações incluem mielofibrose primária, metaplasia mieloide agnogênica ou mielofibrose com metaplasia mieloide), é uma doença clonal de uma célula progenitora hematopoética multipotente, de etiologia desconhecida, caracterizada por fibrose da medula óssea, hematopoese extramedular e esplenomegalia. Ela é classificada como uma neoplasia mieloproliferativa.
Trata-se de uma enfermidade rara (cerca de 5 casos por milhão de habitantes por ano) e ocorre predominantemente em indivíduos idosos (idade superior a 65 anos).

## Manifestações Clínicas
Nenhum sinal ou sintoma é específico para mielofibrose. Muitos pacientes são assintomáticos à apresentação e a doença em geral é detectada pela descoberta de aumento do tamanho do baço (esplenomegalia) e/ou hemogramas anormais durante um exame de rotina.
Um esfregaço de sangue mostra as manifestações características da hematopoese extramedular: eritrócitos em forma de lágrima (dacriócitos), presença de precursores eritroides circulantes (eritroblastos), em associação à formas jovens da série branca, como mielócitos, promielócitos e até mesmo mieloblastos.
A anemia, em geral branda no início, é a regra, enquanto o leucograma e a contagem de plaquetas são normais ou aumentados, mas um ou outro pode estar diminuído.
A hepatomegalia branda pode acompanhar a esplenomegalia, mas é incomum na ausência de aumento esplênico. Tanto os níveis séricos de lactato desidrogenase quanto de fosfatase alcalina podem estar elevados.
O escore de LAP pode estar baixo, normal ou alto. A medula em geral não é aspirável devido à mielofibrose e os raios X ósseos revelam osteosclerose.

## Fases da mielofibrose
A história natural da mielofibrose é caracterizada por uma evolução gradual de um estágio inicial precoce, com ausência de fibrose, para um estágio fibrótico evidente, caracterizado por deposição acentuada de fibras de reticulina e colágeno na medula óssea.
A fase precoce da mielofibrose (também chamada de fase celular, fase proliferativa ou fase pré-fibrótica) é caracterizada produção acentuada das células sanguíneas, com aumento acentuado do número de plaquetas (trombocitose) e/ou leucócitos (leucocitose) no sangue periférico. Com o passar do tempo, a produção acelerada das células troco-hematopoéticas estimula os fibroblastos a produzirem fibras de reticulina e colágeno. Estes são os principais componentes do tecido cicatricial depositado na medula óssea. Quando o tecido fibrosado é excessivo, as células-tronco hematopoéticas são expulsas da medula óssea para circulação sanguínea e se hospedam em outros órgãos, preferencialmente o baço e o fígado. Dessa forma, essa fase é chamada de fase fibrótica da mielofibrose.
Na fase fibrótica, após se alojarem no baço, as células-tronco hematopoéticas continuam a se proliferar de forma acelerada, com presença de esplenomegalia. Ao chegar nessa fase, as células-tronco começam a sofrer novas mutações e ficam “esgotadas”. Dessa forma, elas param de produzir as células sanguíneas e os pacientes começam a apresentar um quadro de pancitopenia, com desenvolvimento de anemia e plaquetopenia.
Em cerca de 10% dos pacientes, essas novas mutações podem provocar um completo bloqueio de diferenciação das células-tronco. Dessa forma, ocorre um acúmulo de blastos na medula óssea. Quando o número de blastos é superior a 20% do total de células, dizemos que ocorreu uma transformação leucêmica da mielofibrose, que agora é classificada como fase blástica.

## Diagnóstico
Embora o quadro clínico descrito anteriormente seja característico de MFI, todas as manifestações clínicas descritas também podem ser observadas na Policitemia vera (PV) ou Leucemia mieloide crônica. A esplenomegalia maciça comumente mascara a eritrocitose da PV e relatos de trombose intra-abdominais na MFI representam, mais provavelmente, casos de PV não-reconhecida.
A presença de eritrócitos em forma de lágrima, eritroblastos circulantes, mielócitos e promielócitos estabelece uma hematopoese extramedular, enquanto a presença de leucocitose, trombocitose com plaquetas grandes e bizarras e mielócitos circulantes sugere um distúrbio mieloproliferativo, em oposição a uma forma secundária de mielofibrose.
A medula óssea em geral não é aspirável em virtude de um aumento de reticulina na medula, mas sua biopsia revelará uma medula hipercelular com hiperplasia das três linhagens e, em particular, aumento dos números de megacariócitos, organizados em agrupamentos coesos e com núcleos hiperlobulados e displásicos grandes. Contudo, não há anormalidades morfológicas que distingam a MFI de outras neoplasias mieloproliferativas.
 A fibrose da medula óssea geralmente está associada a presença das mutações nos genes JAK2, CALR ou MPL.
Uma característica intrigante da MFI é a ocorrência de anormalidades auto-imunes como imunocomplexos, anticorpos antinucleares, fator reumatóide ou um teste de Coombs positivo.

## Complicações
A história natural da doença é de insuficiência crescente da medula com anemia dependente de transfusão e organomegalia progressiva devido à hematopoese extramedular.
Cerca de 10% dos pacientes desenvolvem uma forma agressiva de leucemia aguda para a qual a terapia geral não é efetiva.
Fatores prognósticos importantes para a aceleração da doença incluem anemia (< 10g/dL), leucocitose (> 25.000/mm3), trombocitopenia (<100.000/mm3), a presença de mieloblastos circulantes (>1%), idade avançada (>65 anos), a presença de anormalidades citogenéticas complexas e sintomas constitucionais como febre inexplicada, sudorese noturna ou perda de peso.

## Tratamento
O alopurinol pode controlar a hiperuricemia significativa e comprovou-se que a hidroxiuréia é útil no controle da organomegalia (crescimento anormal dos órgãos) em alguns pacientes e no controle de leucocitose e plaquetose.
O ruxolitinib é um inibidor de JAK2 e é a principal indicação para o tratamento de mielofibrose que apresentam esplenomegalia sintomática ou sintomas constituconais, pois combate especificamente uma das principais vias de ativação da doença. O medicamento já foi aprovado pela ANVISA, em 2015, já é coberto por planos de saúde, mas ainda não foi incorporado pelo SUS.
Os glicocorticoides foram usados para controlar os sintomas constitucionais e as complicações auto-imunes e podem melhorar a anemia isoladamente ou em combinação com doses baixas de talidomida.
O transplante de medula óssea de maneira alogênica é o único tratamento curativo da doença e deve ser considerado nos pacientes mais jovens; os esquemas de condicionamento com intensidade reduzida podem permitir que o transplante de células hematopoéticas seja estendido para indivíduos mais jovens.
1. ↑  Barbui, Tiziano; Thiele, Jürgen; Vannucchi, Alessandro M.; Tefferi, Ayalew (junho de 2016). «Myeloproliferative neoplasms: Morphology and clinical practice: Bone Marrow Morphology». American Journal of Hematology (em inglês) (4): 430–433. doi:10.1002/ajh.24288. Consultado em 6 de junho de 2022
2. ↑  Tefferi, Ayalew (janeiro de 2021). «Primary myelofibrosis: 2021 update on diagnosis, risk‐stratification and management». American Journal of Hematology (em inglês) (1): 145–162. ISSN 0361-8609. doi:10.1002/ajh.26050. Consultado em 6 de junho de 2022
3. ↑  Baumeister, Julian; Chatain, Nicolas; Sofias, Alexandros Marios; Lammers, Twan; Koschmieder, Steffen (16 de dezembro de 2021). «Progression of Myeloproliferative Neoplasms (MPN): Diagnostic and Therapeutic Perspectives». Cells (em inglês) (12). 3551 páginas. ISSN 2073-4409. PMC 8700229. PMID 34944059. doi:10.3390/cells10123551. Consultado em 6 de junho de 2022
4. ↑  «Plano de tratamento Mielofibrose». www.abrale.org.br. Consultado em 2 de abril de 2016
5. ↑  Wang, Fuping; Qiu, Tian; Wang, Haitao; Yang, Qiong (maio de 2022). «State-of-the-Art Review on Myelofibrosis Therapies». Clinical Lymphoma Myeloma and Leukemia (em inglês) (5): e350–e362. doi:10.1016/j.clml.2021.11.007. Consultado em 6 de junho de 2022